# Relació de Gladstone-Dale
La relació de Gladstone-Dale és una llei física empírica que lliga l'índex de refracció n d'un gas amb la seva densitat. Estipula que n-1 és proporcional a la densitat ρ :
{\displaystyle n-1={\mathcal {K}}\rho }
on K és una constant

## Aplicacions

### Gas perfecte
en l'aproximació d'un gas perfecte, l'índex de refracció està lligat a la temperatura T i a la pressió P per
{\displaystyle (n-1)T={\mathcal {K}}^{\prime }P},
on K' és una constant. Sota petites variacions, es dedueix
{\displaystyle \Delta n={\frac {{\mathcal {K}}^{\prime }}{T}}\left(\Delta P-{\frac {P}{T}}\Delta T\right)}